# 짐바브웨의 행정 구역

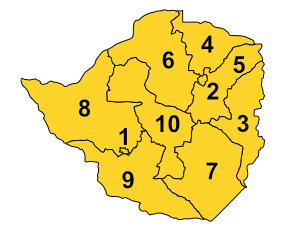
짐바브웨의 행정 구역

짐바브웨는 8개 주와 2개 시로 구성되어 있다.
1. 불라와요
2. 하라레주
3. 마니칼랜드주
4. 중앙마쇼날랜드주
5. 동마쇼날랜드주
6. 서마쇼날랜드주
7. 마스빙고주
8. 북마타벨랜드주
9. 남마타벨랜드주
10. 미들랜즈주

## 같이 보기
- ISO 3166-2:ZW